# Haydn Keeton

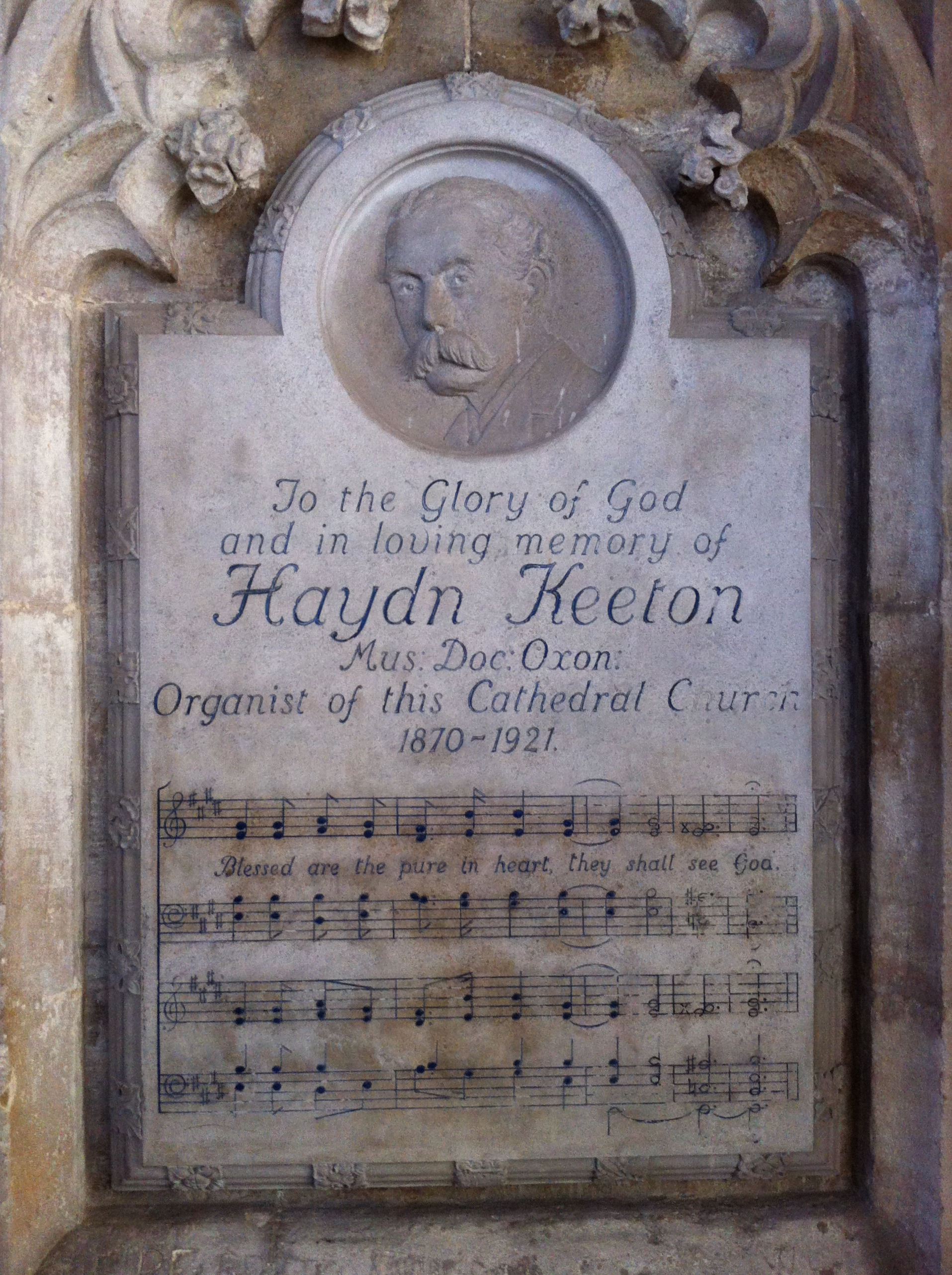
Erinnerung an Haydn Keeton in der Kathedrale von Peterborough

Haydn Keeton (* 26. Oktober 1847 in Mosborough, Yorkshire; † 27. Mai 1921 in Peterborough, Cambridgeshire) war ein englischer Organist, Musikpädagoge und Komponist.

## Wirken
Keeton wirkte von 1870 bis zu seinem Tode als Organist und Chorleiter an der Kathedrale von Peterborough. 1879 eröffnete er eine Sammlung eigener Psalmvertonungen für den Kathedralchor, die ständig erweitert wurde und zu der später auch Stanley Vann Kompositionen beitrug. Zu seinen Schülern zählten Malcolm Sargent, Alfred Whitehead und Thomas Armstrong. Keeton trat auch als Komponist kirchenmusikalischer Werke für die Orgel hervor.
| Personendaten    | Personendaten                                    |
| ---------------- | ------------------------------------------------ |
| NAME             | Keeton, Haydn                                    |
| KURZBESCHREIBUNG | englischer Organist, Musikpädagoge und Komponist |
| GEBURTSDATUM     | 26. Oktober 1847                                 |
| GEBURTSORT       | Mosborough, Yorkshire                            |
| STERBEDATUM      | 27. Mai 1921                                     |
| STERBEORT        | Peterborough, Cambridgeshire                     |